# Daniel Charles Spry
Daniel Charles Spry, CBE, DSO, CD, kanadski general, * 4. februar 1913, † 1989.

## Življenjepis
Leta 1943 je Spry poveljeval 1. bataljonu Kraljevega kanadskega polka (The Royal Canadian Regiment) in nato 1. kanadski pehotni brigadi (1st Canadian Infantry Brigade). Naslednje leto je postal poveljnik 12. kanadske pehotne brigade (12th Canadian Infantry Brigade) in 3. kanadske divizije (3rd Canadian Division), kateri je poveljeval do konca porenski kampanji. Poveljnik 2. kanadskega korpusa (II Canadian Corps), Guy Simonds, je bil nezadovoljen s Spryjevim poveljstvom v bitkah v okolici Moylanda, jugovzhodno od Kleveja in poznejših v okolici Hochwalda, rekoč »da nima hitrega taktičnega dojemanja in močnega nagona ... v kriznih taktičnih situacijah«. 
Prav tako pa je bil Spyr nezadovoljen s Simondsom in Crerarjem, za katera je dejal, da ne popolnoma dojemata situacije na »ostrem delu bitke«. Simonds je zahteval, da Spry mora 
zapustiti vojsko, medtem ko je bil Crerar milejši in je predlagal, da je Spry premeščen h Kanadskim nadomestnim enotam v Veliki Britaniji. Tako je bil Spyr po koncu operacije Blockbuster razrešen poveljstva 3. divizije in bil poslan v Veliko Britanijo, kjer je prevzel poveljstvo Kanadskih nadomestnih enot (Canadian Reinforcement Units).
Po vojni je bil leta 1946 imenovan za namestnik načelnika Generalštaba Kanadske kopenske vojske, a se je nato upokojil še isto leto.
Po njem so poimenovali Pokal generalmajorja D. C. Spryja (The Major-General D.C. Spry Trophy), vsakoletno tekmovanje v manjših orožjih Kraljevega kanadskega polka.